# Heerstrasse

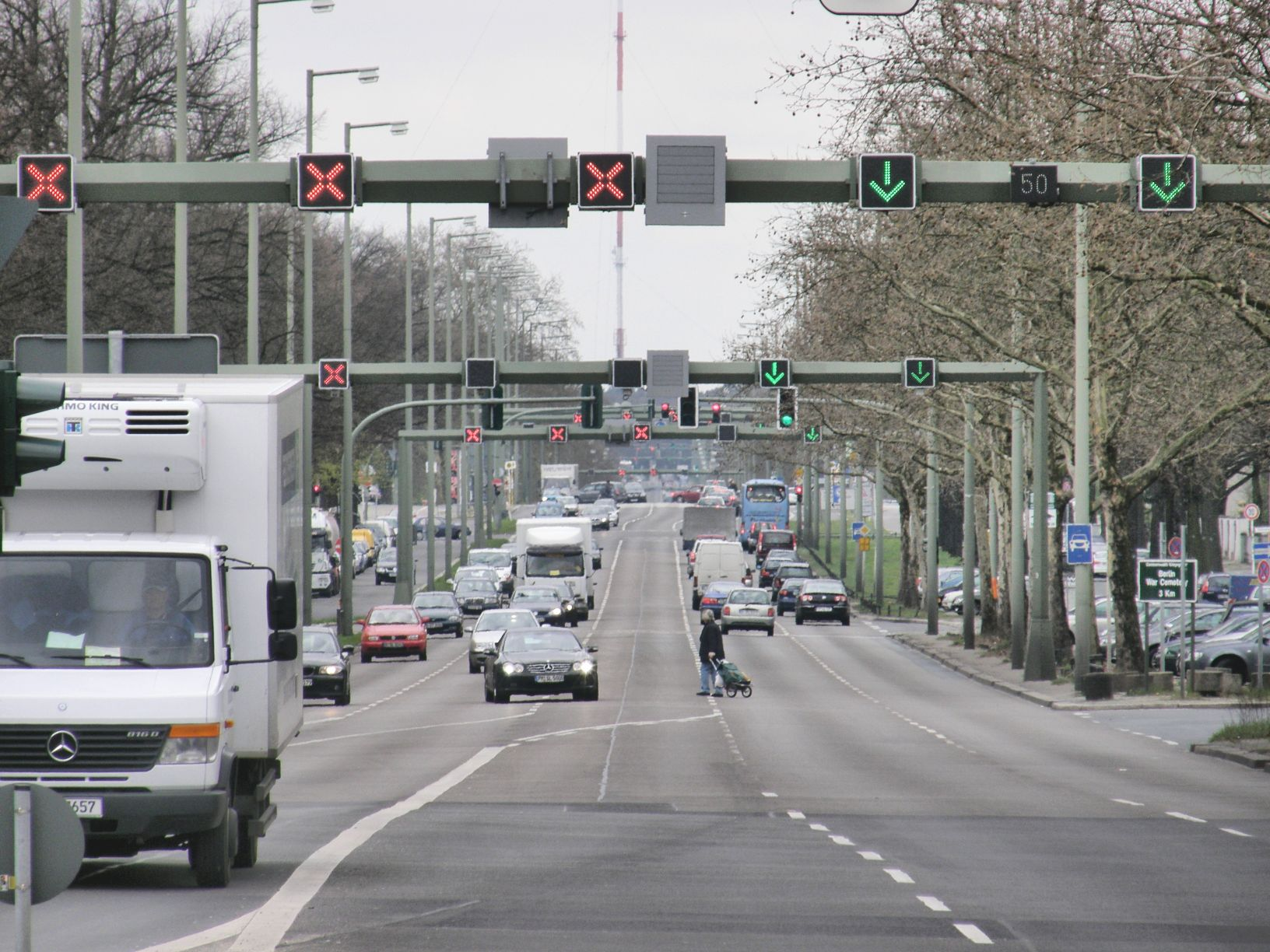
Heerstrasses början vid Theodor-Heuss-Platz

Heerstrasse, från tyskans Heer, på svenska här (armé), är en gata i västra Berlin som går från Theodor-Heuss-Platz till stadens västra gräns. Heerstrasse är med sina cirka 10 km en av Berlins längsta genomfartsgator och utgör efter hela sin sträcka en del av förbundsvägen Bundesstrasse 5, i centrala Berlin även en del av Bundesstrasse 2.
Heerstrasse byggde i olika faser 1903-1911 och bär sedan 1908 namnet Heerstrasse. Namnet kommer från den ursprungliga funktionen som snabb väg till den militära övningsplatsen i Dallgow-Döberitz. Längs med gatan ligger bland annat den Brittiska begravningsplatsen på Heerstrasse och Berlins Olympiastadion ligger i anslutning. Heerstrasse är en viktig utfartsled i Berlin och var tidigare utfart från Västberlin ut till kontrollstationen i Staaken.